# 罗尼-莱塞特埃克吕斯
罗尼-莱塞特埃克吕斯（法語：Rogny-les-Sept-Écluses，法語發音：[ʁɔɲi le sɛt eklyz]）是法国勃艮第-弗朗什-孔泰大区约讷省的一个市镇，属于欧塞尔区。

## 地理
罗尼-莱塞特埃克吕斯（47°44'46"N, 2°53'0"E）面积32.59 平方千米，位于法国勃艮第-弗朗什-孔泰大區约讷省，该省份为法国中北部内陆省份，西接卢瓦雷省，西北接塞纳-马恩省，南至涅夫勒省，东临科多尔省，东北与奥布省接壤。
与罗尼-莱塞特埃克吕斯接壤的市镇（或旧市镇、城区）包括：卢万河畔达马里、米勒龙河畔阿扬、布勒托、埃斯克里涅勒、加蒂奈地区凡、特雷泽河畔乌祖埃、布莱诺、尚瑟夫赖。

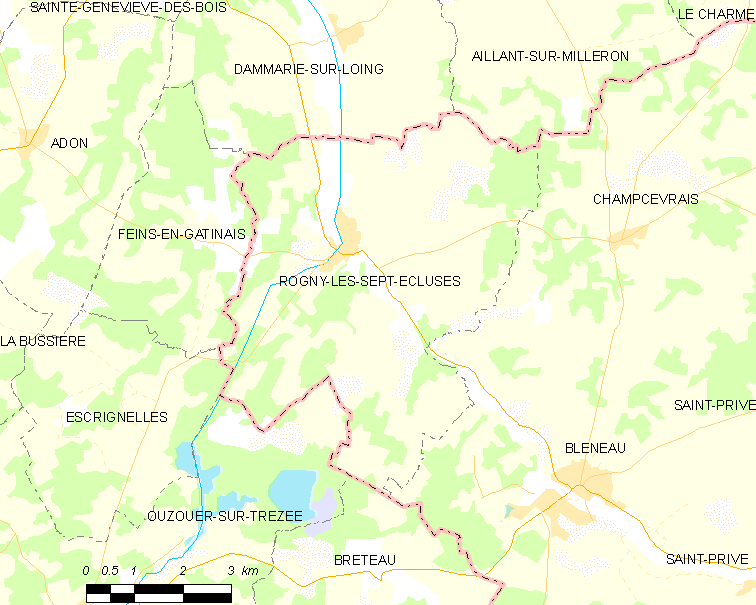
罗尼-莱塞特埃克吕斯的OSM定位图

罗尼-莱塞特埃克吕斯的时区为UTC+01:00、UTC+02:00（夏令时）。

## 行政
罗尼-莱塞特埃克吕斯的邮政编码为89220，INSEE市镇编码为89324。

## 政治
罗尼-莱塞特埃克吕斯所属的省级选区为皮赛中心县。

## 人口

1962-2008年间罗尼-莱塞特埃克吕斯人口变化图示

罗尼-莱塞特埃克吕斯于2022年1月1日时的人口数量为699人。